# Ludwigia suffruticosa
Ludwigia suffruticosa är en dunörtsväxtart som beskrevs av Thomas Walter. Ludwigia suffruticosa ingår i släktet ludwigior, och familjen dunörtsväxter. Inga underarter finns listade i Catalogue of Life.